# Viktoria Orsi Toth
Viktoria Orsi Toth (* 14. August 1990 in Budapest) ist eine italienische Volleyball- und Beachvolleyballspielerin.

## Karriere
Orsi Toth begann ihre Karriere in der Halle 2005 bei Santeramo Sport. 2006/07 spielte sie mit der Juniorinnen-Nationalmannschaft beim Club Italia. Danach war die Außenangreiferin in der „Serie A1“ für Jogging Volley Altamura und Santeramo Sport aktiv. 2008 gewann sie mit der U20-Nationalmannschaft die Europameisterschaft im heimischen Foligno. Von 2009 bis 2011 spielte sie in der „Serie B1“ bei Aspav Olimpic Valenzano und bei Asti Volley.
Seit 2010 startet Orsi Toth beim Beachvolleyball. Mit Marta Menegatti gewann sie Silber bei der U21-Weltmeisterschaft in Alanya. Mit Giada Benazzi startete sie bei der Weltmeisterschaft 2011 in Rom, schied allerdings sieglos nach der Vorrunde aus. Auf der FIVB World Tour war Laura Giombini 2011 und 2012 ihre Partnerin. Seit Juli 2013 startete Orsi Toth wieder mit ihrer früheren U21-Partnerin Menegatti. Orsi Toth/Menegatti hatten 2013 und 2014 mehrere Top-Ten-Platzierungen auf der World Tour. 2015 gelang ihnen im russischen Sotschi der erste Sieg eines italienischen Frauen-Beachvolleyballteams auf der World Tour. Sie schlugen im Final die Schweizerinnen Isabelle Forrer und Anouk Vergé-Dépré in zwei Sätzen mit 21:19 und 21:16. Weitere bemerkenswerte Resultate der beiden Italienerinnen waren der dritte Platz und die Finalteilnahme bei den anschließenden Open in Puerto Vallarta und Antalya sowie jeweils der Einzug ins Viertelfinale bei den Majorturnieren in Poreč und Gstaad in der folgenden Saison.
Nach Orsi Toths zweijähriger Dopingsperre stand 2018 der Sieg beim Zwei-Sterne-Turnier in Agadir zu Buche, es folgten fünfte Ränge bei den Vier-Sterne-Events in Moskau und Las Vegas. Die gleiche Platzierung erreichten Orsi Toth und Menegatti bei der Beachvolleyball-Weltmeisterschaft 2019 in Hamburg sowie bei den Europameisterschaften im gleichen Jahr und ein Spieljahr später. Bei den Olympischen Spielen 2021 in Tokio schieden die beiden Italienerinnen sieglos nach der Vorrunde aus.
2022 entschied sich Viktoria Orsi Toth, mit ihrer jüngeren Schwester Reka ein Duo zu bilden. Die beiden erreichten bei Future-Turnieren in Madrid und Cervia dritte Plätze. Erstes Highlight ihrer gemeinsamen Karriere sollten eigentlich die Beachvolleyball-Weltmeisterschaften 2022 werden. Im Auftaktspiel gelang den italienischen Athletinnen ein Zweisatzerfolg über die höher gesetzten Brasilianerinnen Taiana Lima und Hegeile Almeida dos Santos. Auch in der zweiten Begegnung gegen die späteren deutschen Bronzemedaillengewinnerinnen Cinja Tillmann und Svenja Müller ging der Sieg im ersten Satz an die Orsi-Toth-Schwestern. Im zweiten Durchgang beim Stand von 1:1 verletzte sich allerdings Viktoria so schwer am Knie, dass die beiden gebürtigen Budapesterinnen nicht nur dieses Spiel kampflos abgeben mussten. Sie konnten kein weiteres Spiel mehr bei diesem Event bestreiten, sodass sie am Ende der WM den geteilten 37. Platz belegten. Wegen der Knieverletzung fiel Viktoria für den Rest der Saison aus.

## Doping
Über die Olympiaranglisten waren Orsi Toth/Menegatti zunächst für die Olympischen Spiele 2016 in Rio qualifiziert. Allerdings wurde Orsi Toth am 19. Juli 2016 positiv auf das androgene Steroid Clostebol getestet und von allen Wettkämpfen suspendiert.